# Tuba (instrument)
Tuba is de naam voor een aantal koperen blaasinstrumenten in het bas-register. Instrumenten die onder de tubafamilie worden geschaard zijn het eufonium (soms tenortuba genoemd) en de (bas)tuba's (gestemd in F, Es, C of Bes). Tuba is een benaming die in vele talen wordt gebruikt en ongespecificeerd verstaat men onder 'tuba' meestal een bastuba. In amateurblaasorkesten in Nederland en België heeft men echter dikwijls de gewoonte om onder de term 'tuba' een eufonium te verstaan.

## Ontwikkeling
Het instrument werd in de jaren dertig van de negentiende eeuw door Wilhelm Wieprecht en J.G. Moritz ontwikkeld om zowel in militaire blaasorkesten als symfonieorkesten de leegte in het bas-register op te vullen. De ontwikkeling van het instrument hing noodzakelijk af van de ontwikkeling van het ventiel, vroeger in de negentiende eeuw. Het instrument werd in Duitsland ontwikkeld en werd daar al gauw na de uitvinding populair.
De rechtstreekse voorloper van de tuba is de ophicleide, een koperblaasinstrument in de vorm van een fagot. Dit instrument had een vrij brutale klankkleur en was nogal beperkt in het lage register. De tessituur komt ongeveer overeen met die van het eufonium. Hector Berlioz was erg enthousiast over de tuba, en gaf toestemming de ophicleide in de Symphonie Fantastique te vervangen door de tuba. In Frankrijk heeft de ophicleide echter nog lange tijd (tot ca. 1880) dienstgedaan, ook nadat de tuba in Duitsland in gebruik raakte. In Duitsland was Richard Wagner een componist die de opmars van de tuba heeft ondersteund.
Adolphe Sax heeft in zijn werk geprobeerd om de tubafamilie over het gehele register uit te bouwen. De uitbouw van de tuba-achtige instrumenten resulteerde in de reeks saxhoorns van piccolo tot sub-contrabas. De klassieke saxhoorns (bugel, althoorn, bariton) hebben een iets engere boring dan het eufonium en de bastuba's en daarom wordt soms de saxhoorn- en tubafamilie uit elkaar getrokken. In het concept van Adolphe Sax vormde dit echter wel één geheel.

## Bouw
De tuba is conisch gebouwd en heeft meestal drie of vier ventielen, bij symfonische tuba's veelal vijf en bij F-tuba's vaak zelfs zes ventielen. Het neerdrukken van de ventielen bij een tuba vergroot in feite de lengte van de gebruikte buis, waardoor de toon verlaagd wordt. Het tweede ventiel doet zo de noot een halve toon dalen, het eerste twee halve tonen, het eerste en het tweede samen drie, het tweede en het derde samen vier, het eerste en het derde samen vijf en de drie ventielen samen zes. Het (eventuele) vierde ventiel doet de toon meteen met een kwart dalen en wordt daarom kwartventiel genoemd. Meestal is het vijfde een verlaagde hele toon en het zesde ventiel een verlaagde halve toon. Dit om een betere stemming te bereiken bij combinaties met het vierde ventiel en om het lage register volledig te kunnen opvullen. Andere invullingen van het vijfde en zesde ventiel bestaan, maar zijn eerder uitzonderlijk. Bij professionele instrumenten met vier ventielen wordt het stemmingsprobleem opgevangen door een ingewikkeld compensatiesysteem.
De ventielen kunnen zowel vooraan in een instrument staan (front action) als bovenaan (top action), zie figuur. Als ventielen vooraan staan, dan kan men kiezen tussen pompventielen of draaiventielen. Als ze bovenaan staan zijn het altijd pompventielen. Kiest men voor pompventielen vooraan, dan is het vijfde ventiel een draaiventiel dat meestal bediend wordt met de rechterduim. Bij instrumenten met draaiventielen kan het vijfde ventiel zowel aan de rechterduim gelegen zijn als aan de linkerhand. Het zesde ventiel staat altijd aan de linkerhand.
Tuba's bestaan in verschillende formaten die men aanduidt met 3/4, 4/4, 5/4, 6/4, waarbij 3/4 een compacte bouw inhoudt en 6/4 een uitgebreide bouw. Los van het formaat kan de beker eerder breed of smal zijn. De tuba heeft een zachte klank.

## Variaties en termen

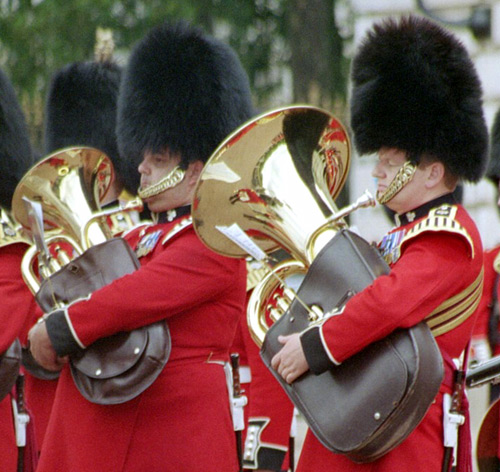
Rechts een tuba en links een eufonium

Zoals boven reeds aangegeven bestaat er bij de naamgeving van tuba-achtige instrumenten wat verwarring. Algemeen kan men echter zeggen dat de term tuba slaat op een instrument met recht opstaande beker in het bas-register. Voor de afwijkingen bestaan er meestal specifieke termen.
- Alto: althoorn is een koperen blaasinstrument. Het staat in de Verenigde Staten bekend als alto horn, in Groot-Brittannië als tenor horn en in Duitsland als Althorn. Het instrument is gestemd in Es. Het heeft een conische boring en is voorzien van ventielen.
- Eufonium: een tuba in het tenor-register gestemd in bes. Soms wordt ook de term bariton gebruikt (voornamelijk in Nederland en Duitsland), maar dit kan verwarring opleveren met de bariton met een iets smallere boring in dezelfde stemming.
- Wagnertuba: een instrument met een meer cilindrische boring, dat wordt bespeeld met een hoornmondstuk en de linkerhand omdat het in een symfonieorkest door hoornisten wordt bespeeld.
- Sousafoon: een instrument ontwikkeld in opdracht van John Sousa, dat als het ware rond het lichaam draait en een frontaal gerichte beker heeft. Een sousafoon heeft ook een cilindrische boring. De klank is compacter en penetreert veel beter. Het wordt nog veel gebruikt in marcherende blaasorkesten en dixieland.
- Helicon: eveneens een instrument dat als het ware rond het lichaam draait, maar de beker is opzij gericht. De helicon was populair in fanfares in de negentiende en vroege twintigste eeuw. Vanaf de Tweede Wereldoorlog werd het in Europa geleidelijk aan vervangen door de tuba met omhoog gerichte beker. De helicon wordt vandaag nog her en der gebruikt in Centraal-Europa (waaronder Duitsland) in fanfares. Ook ziet men de helicon soms als een decorelement.
- Bombardon is een term die in onbruik is geraakt. Met de term bombardon wordt vandaag de dag soms een helicon, sousafoon of een (Bb)tuba bedoeld. Met deze naam werd vroeger de voorloper van de helicon en vervolgens de sousafoon aangeduid. Het is ook de naam voor bepaalde lage registers van een orgel.

## Stemmingen
Zoals reeds aangegeven bestaan er verschillende stemmingen van tuba's. Welke stemming gebruikt wordt hangt sterk af van de context, zowel functioneel als geografisch. De individuele voorkeur speelt ook een rol. De meeste professionele tubaspelers bespelen verschillende instrumenten.
- Tuba in F: Bij amateurs wordt dit voornamelijk gebruikt in landen die historisch onder sterke Duitse invloed hebben gestaan. Bij professionele spelers gebruikt men dit instrument voornamelijk in het lichtere symfonische werk, in kleine ensembles en als solist.
- Tuba in Es: Bij amateurs wordt dit voornamelijk gebruikt in landen waar Adolphe Sax zijn saxhoornfamilie heeft kunnen verspreiden: onder andere Frankrijk, Groot-Brittannië, België en Nederland. Het instrument is daarom standaard in brassband, harmonie en fanfare. In Groot-Brittannië wordt het ook veel gebruikt in symfonische orkesten, kleine ensembles en als solist.
- Tuba in C: Wordt voornamelijk gebruikt in het symfonieorkest en in de meeste landen is dit het standaard instrument voor symfonisch gebruik.
- Tuba in Bes: Bij amateurs is dit de meest gebruikte en verspreide stemming en het is standaard in brassband, harmonie en fanfare. In Duitsland gebruikt men dit instrument ook regelmatig voor het zwaardere symfonisch werk.

Soms ziet men de term contrabastuba (vb. in partituren van Wagner) wat betrekking heeft op tuba's in C en Bes. Deze term wordt vandaag niet algemeen meer gebruikt. In deze context slaat bastuba enkel op tuba in F of Es. Praktisch zal meestal de speler zelf in overleg met de dirigent beslissen welk instrument gebruikt wordt.
In blaasorkesten is het meestal de gewoonte om in de bassectie twee stemmingen te combineren. Bij brassbands is dit altijd de combinatie Es/Bes en in fanfareorkesten meestal ook. In harmonieorkesten en blaasorkesten in landen die historisch onder Duitse invloed stonden, komt de combinatie F/Bes veel voor.

## Notatie
Internationaal schrijft men voor de tuba op reële toonhoogte in de bassleutel. Als de speler echter geen instrument gebruikt in C dan transponeert hij de partij 'à vu' of heeft hij het instrument met een aangepaste vingerzetting leren bespelen. In brassbands schrijft men echter altijd getransponeerd in de vioolsleutel. In andere blaasorkesten hangt het af van de geografische context. Zo zal men in Duitsland en de Verenigde Staten de tuba altijd op reële toonhoogte (klinkend) schrijven, terwijl men in België en Nederland de brassbandnotatie overneemt of getransponeerd in de bassleutel schrijft. Soms gebruikt men ook een notatie zoals die voor een contrabas: een octaaf hoger genoteerd dan klinkend in de bassleutel.

## Tessituur
De tessituur van een tuba is vergeleken met andere blaasinstrumenten erg ruim. Een tessituur van 4 octaven is voor de solo tubaspeler een vereiste (de vier onderste octaven van een piano voor een F-tuba). Afhankelijk van het instrument (stemming en aantal ventielen) en de beheersing van de speler kan men lager en hoger. De theoretische ondergrens is voor alle tuba's met 4 of meer ventielen onder de tessituur van de piano. Er is geen theoretische bovengrens maar een beheersing van noten boven de c" is echt uitzonderlijk. De c" zelf komt wel in een aantal solowerken voor. Voor het spelen van standaard muziek in een blaasorkest is een tessituur van twee octaven en half meestal voldoende (onder de centrale do voor tuba's in C en Bes).

## Repertoire
Er werd aanvankelijk niets geschreven voor de tuba als solo-instrument. Pas na de Tweede Wereldoorlog kwam er een repertorium voor dit instrument. Inmiddels zijn er heel wat concerti en solo-werken voor tuba gecomponeerd. De belangrijkste vroege werken voor het instrument zijn het concerto (1954) van Ralph Vaughan Williams en de sonate (1955) van Paul Hindemith. Helmut Lachenmann componeerde in 1981-2 Harmonica, muziek voor groot orkest met tuba solo. Filmcomponist John Williams componeerde in 1985 een concerto voor tuba en orkest. Alexei Lebedev, zelf tubaist, componeerde in de tweede helft van de 20e eeuw een aantal solowerken voor tuba die bij tubaisten erg geliefd zijn.

## Tubaisten
Enkele bekende tubaisten:
- Arnold Jacobs[2]
- Øystein Baadsvik
- Rex Martin
- Jens Björn-Larsen
- Gene Pokorny[3]
- Howard Johnson[4]
- William Bell
- Philip Catelinet
- John Fletcher (musicus)
- Roger Bobo